# Burgesroth–Bruchholz
Koordinaten: 51° 41′ 54″ N, 11° 10′ 47″ O
Burgesroth–Bruchholz ist ein Naturschutzgebiet in der Stadt Ballenstedt im Landkreis Harz in Sachsen-Anhalt.
Das Naturschutzgebiet mit dem Kennzeichen NSG 0069 ist rund 195 Hektar groß. Es ist vollständig Bestandteil des FFH-Gebietes „Burgesroth und Laubwälder bei Ballenstedt“ und des EU-Vogelschutzgebietes „Nordöstlicher Unterharz“. Das Naturschutzgebiet ist vollständig vom Landschaftsschutzgebiet „Harz und Vorländer“ umgeben. Das Gebiet steht seit 1998 unter Schutz (Datum der Verordnung: 9. März 1998) und ersetzt das 1961 ausgewiesene Naturschutzgebiet „Burgesroth“. Zuständige untere Naturschutzbehörde ist der Landkreis Harz.
Das Naturschutzgebiet liegt südwestlich von Ballenstedt im Naturpark Harz/Sachsen-Anhalt. Es stellt einen überwiegend bewaldeten Bereich mit verschiedenen Biotoptypen unter Schutz. In erster Linie finden sich naturnahe Laubwaldgesellschaften und ehemalige Mittelwälder mit hohem Alt- und Totholzanteil, darunter Labkraut-Eichen-Hainbuchenwald, Hainsimsen-Buchenwald und Erlenwaldgesellschaften. In den Waldbereichen sind Quellbereiche und naturnahe Bachtäler zu finden. Die Quellbäche vereinen sich im Naturschutzgebiet zum Nagelbach, der der Getel, einem Nebenbach der Selke, zufließt. Dieser ist bis zum aufgestauten Röhrteich in das Naturschutzgebiet einbezogen. Ferner sind in die Wälder Feucht- und Nasswiesen eingebettet.
Die Waldgesellschaften im Naturschutzgebiet sind überwiegend aus einem Mittelwald mit Rotbuche und Traubeneiche hervorgegangen. Daneben sind in erster Linie Hainbuche und Hängebirke zu finden. Die Krautschicht wird u. a. von Einblütigem Perlgras, Bergrispengras, Flatterbinse und Echter Sternmiere gebildet. In südlicher Hanglage stockt ein Traubeneichen-Hainbuchenwald mit Winterlinde, Elsbeere und Wildobst. Die Säume an Wald- und Wegrändern werden u. a. von Heilziest, Mittlerem Klee, Weißem Fingerkraut und Nordischem Labkraut gebildet.
Entlang der Bäche und im Bereich der Quellsümpfe stocken Erlenbruchwälder. Daneben sind entlang der Bäche Flutschwadenröhrichte, Rohrglanzgrasriede, Sumpfseggenriede und Mädesüß-Uferstaudenflur sowie Sumpf-Pippau, Wiesensegge und Sumpfkratzdistel an den Rändern der Feuchtwiesen zu finden. Auf den artenreichen Feuchtwiesen wachsen Trollblume, Herbstzeitlose, Wiesenknöterich, Sumpfschwertlilie, Kleiner Baldrian und Märzenbecher sowie verschiedene Orchideenarten, darunter das Gefleckte Knabenkraut. Weitere seltene oder geschützte Pflanzenarten sind die Sibirische Schwertlilie, Echter Seidelbast, Prachtnelke und Große Sterndolde.
Das Naturschutzgebiet ist Lebensraum zahlreicher Tierarten, darunter Wildkatze, Haselmaus, Schlingnatter und Feuersalamander. Die alten Bäume bieten Hohltaube, Schwarz-, Grau- und Mittelspecht einen geeigneten Lebensraum. Eine besondere Bedeutung hat das Naturschutzgebiet für Fledermäuse. So kommen hier u. a. Bechsteinfledermaus, Kleiner Abendsegler, Große Bartfledermaus, Wasserfledermaus und Braunes Langohr vor.
Das Naturschutzgebiet grenzt überwiegend an weitere bewaldete Flächen. Nach Nordwesten grenzt es an die Bundesstraße 185.